# 367404 Andreasrebers
367404 Andreasrebers este o planetă minoră (asteroid) din centura de asteroizi. A fost descoperită pe 29 august 2008 la Wildberg de Rolf Apitzsch⁠(d). 
Obiectul prezintă o orbită caracterizată de o semiaxă mare de 3,0356745824532 UAi, o excentricitate de 0,29, o înclinație de 4,5 ° în raport cu ecliptica.